# Натрофосфат
Натрофосфат — мінерал, природний водний кислий фосфат натрію.

## Опис
Хімічна формула: Na2[HPO4]х0,5H2O.
Утворює порошкуваті скупчення; колір сніжно-білий; легко розчиняється у воді.

## Поширення
Знайдений на поверхні керну рисчоритів — з плато Расвумчорр, Хібінські гори, які пролежали на поверхні понад рік.